# Baryonyx
Baryonyx (/ˌbæriˈɒn[invalid input: 'ɨ']ks/; tiếng Hy Lạp: βαρύς/barys nghĩa 'nặng' và ὄνυξ/onyx nghĩa là 'vuốt') là một chi khủng long chân thú sinh sống vào kỳ Barremian của đầu Kỷ Phấn Trắng, khoảng 125-130 triệu năm về trước. Hóa thạch gốc lần đầu tiên được phát hiện ở một hồ đất sét nằm phía nam Dorking, nước Anh và sau đó được tìm thấy ở cả miền bắc Tây Ban Nha và Bồ Đào Nha.
Baryonyx dài từ 7,5 đến 10 m và nặng từ 1,2 đến 1,7 tấn, nhưng mẫu nguyên gốc có thể chưa phát triển đầy đủ. Nó có bộ mõm dài, thấp và bộ hàm hẹp, được so sánh với cá sấu Ấn Độ. Đầu mõm mở rộng sang hai bên với hình dạng kiểu hoa hồng. Đằng sau đó, hàm trên có một rãnh gắn vừa vào hàm dưới (cong lên trên cùng một khu vực). Nó có một chóp hình tam giác trên đỉnh của xương mũi. Baryonyx có nhiều răng hình nón, với răng cưa, có răng lớn nhất nằm ở phía trước. Cổ của nó tạo thành hình chữ S, và các xương sống thần kinh của đốt sống lưng có chiều cao tăng dần từ trước ra sau. Nó có chân trước khỏe mạnh, với móng vuốt đầu ngón tay dài khoảng 31 cm.
Bây giờ được công nhận là một thành viên của họ Spinosauridae, mối quan hệ này của Baryonyx rất là mù mờ khi nó được phát hiện. Ngoài các loài điển hình (B. walkeri), một số nhà nghiên cứu đã cho rằng Suchomimus tenerensis thuộc cùng một chi và Suchosaurus cultridens là danh pháp đồng nghĩa; các tác giả tiếp sau đã cho chúng là hai loài riêng biệt. Baryonyx là loài khủng long chân thú đầu tiên được chứng minh là ăn cá, vảy cá ở vùng dạ dày của mẫu vật nguyên mẫu được tìm thấy. Nó cũng có thể là một động vật ăn thịt hoạt động với con mồi lớn hơn và có thể là loài ăn xác, vì nó cũng chứa xương của một con Iguanodon vị thành niên. Loài này đã có thể bắt và xử lý con mồi của nó chủ yếu với chân trước và móng vuốt lớn của chúng. Baryonyx có thể đã có thói quen thủy sinh, và sống ở những khu vực có khủng long chân thú, chân chim và chân thằn lằn khác cũng được tìm thấy.

## Mô tả

So sánh kích thước giữa các spinosauridae và người, Baryonyx màu vàng

Baryonyx cao 2,60–2,75 m (8 ft 6 in–9 ft 0 in), dài 9,5 m (31 ft) long, và nặng 1.700–2.700 kg (3.700–6.000 lb). Tuy nhiên, phân tích xương cho thấy các mẫu vật chưa trưởng thành hoàn toàn, vì vật Baryonyx có lớn hơn nhiều khi trưởng thành.